# Gerard Yepes Laut
Gerard Yepes Laut   (Barcelona, 25 d'agost de 2002) és un futbolista professional català que juga com a migcampista al club italià UC Sampdoria.

## Carrera de club
Producte juvenil de l'Espanyol i del Sant Andreu, Yepes va fitxar amb el juvenil de la Sampdoria l'any 2018. Va fer el seu debut com a professional amb la Sampdoria en un empat 1-1 de la Sèrie A amb la Roma el 22 de desembre de 2021.